# Marx György
Marx György (Budapest, 1927. május 25. – Budapest, 2002. december 2.) Kossuth-díjas magyar fizikus, asztrofizikus, tudománytörténész, egyetemi tanár, tanszékvezető; a leptontöltés felfedezője, a Magyar Tudományos Akadémia rendes tagja. Elismert ismeretterjesztő művek írója.

## Életpályája
Pedagóguscsaládban született, Marx István földrajz–történelem és László Julianna (1897–1956) biológia szakos tanárok gyermekeként. 1945-ben érettségizett a Lónyay utcai Református Gimnáziumban. 1948–1970 között az Eötvös Loránd Tudományegyetem elméleti fizika (1956-ban megalakítja a kari Munkástanácsot), majd 1970–1998 között az Atomfizikai Tanszék oktatója volt. Tudományos munkájáért a Kossuth-díjat 1955-ben kapta meg. 1971-ben megválasztották az MTA levelező tagjának, székfoglaló előadásának címe: "A leptontöltés megmaradása". 1972-ben indította útjára az balatoni Neutrinó-konferencia sorozatot, amelyen részt vett többek között: Richard Feynman, Bruno Pontecorvo, Frederick Reines és Victor Frederick Weisskopf.
1999-ben az amerikai Union College of Dudley tiszteletbeli professzora lett. 1970-től 1992-ig az Atomfizikai Tanszék vezetője.  Az MTA rendes tagjává választása után, székfoglaló előadását „Az Univerzum termodinamikája” címmel tartotta meg 1983. május 27-én.
1952-ben fogalmazta meg a leptontöltés megmaradásának törvényét, a nukleáris fizika egyik legfontosabb alapelvét. Kutatási területe a részecskefizika és az asztrofizika határterülete. Tevékenysége kiterjedt a SETI kutatásokra is, a Nemzetközi Csillagászati Unió (IAU) bioasztronómiai bizottságának elnöke is volt. Élete során betöltötte az Európai Fizikai Társaság Részecskefizikai Divíziója elnöki tisztét is.

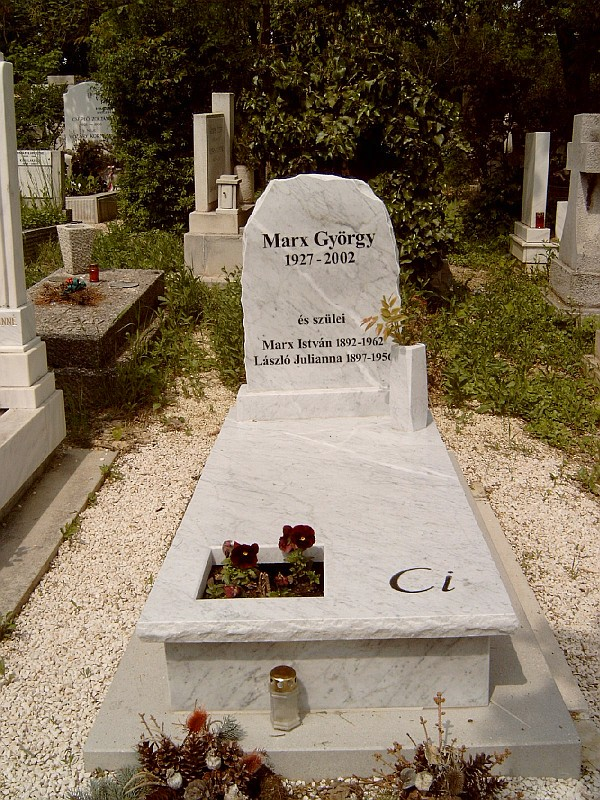
Marx György sírja Budapesten. Farkasréti temető: 30/2-1-3.

Az utolsó pillanatig keményen dolgozott, mindvégig megtartotta egyetemi előadásait és élete utolsó két hónapjában ülve, köhögve, még három hosszú előadásra is vállalkozott a Magyar Tudományos Akadémián és a Paksi atomerőműben. 2002. december 2-án hunyt el Budapesten.

## Tudományos eredményei
Alapvetően részecskefizikai és asztrofizikai kutatásokkal foglalkozott. Kezdetben klasszikus térelméleti kérdésekkel foglalkozott, Györgyi Gézával közösen dolgozták ki a mozgó dielektrikumok energia-impulzus tenzorának származtatását. Legnagyobb, nemzetközi hírű felfedezése 1951-re datálható, ő mondta ki a leptontöltés megmaradását. Ennek lényege, hogy minden atomfizikai folyamatban a lepton nevű elemi részecskék három nagy családjára külön-külön fennáll az a megmaradási törvény, hogy számuk állandó marad, ha az antirészecskék számát negatívan számoljuk. 1956–1988 között a neutrínó-asztrofizikai kutatások terén ért el jelentős eredményeket. Szalay A. Sándorral közösen adott a neutrínók nyugalmi tömegére egy felsőkorlátot. 1967-ben megjelent a Nature-ben egy cikke, amely olyan javaslatokat tartalmaz az űrhajók lézerfényes távmeghajtására, amelyet napjaink űrhajózási konferenciáin is komolyan idéznek.

## Főbb művei
- Kvantummechanika; Műszaki, Bp., 1957
- Kvantumelektrodinamika; ELTE, Bp., 1958
- Marx György–Nagy Károly–Szabó János: Statisztikus mechanika; ELTE, Bp., 1958
- Elemi részek kölcsönhatásainak kvantumelmélete; ELTE, Bp., 1959
- Bevezetés az elméleti fizikába. Elektrodinamika; ELTE, Bp., 1960
- Túl az atomfizikán; Gondolat, Bp., 1961 (Studium könyvek)
- Elemi részek kölcsönhatásainak kvantumelmélete 2.; ELTE, Bp., 1962
- Jövőnk az universum; Magvető, Bp., 1969 (Elvek és utak)
- Kvantummechanika; 3. átdolg., bőv. kiad.; Műszaki, Bp., 1971
- Gyorsuló idő; Kriterion, Bukarest 1972 (Korunk könyvek)
- Sugárzáselmélet, 1-3.; Nehézipari Műszaki Egyetem, Miskolc, 1973
- Kvantumelektrodinamika; Tankönyvkiadó, Bp.,1973
- Kimeríthetetlen anyag; Magvető, Bp., 1975 (Gyorsuló idő)
- Életrevaló atomok. Atomfizika biológusoknak; Akadémiai, Bp.,1978
- Jövőidőben. Egy fizikus írásai az iskoláról; Magvető, Bp., 1979 (Gyorsuló idő)
- A természet játékai. 30 játék és modell a természettudományok tanításához; ATOM, Bp., 1981
- Beszélgetés marslakókkal. Elsőkézből az atomenergia magyar úttörőiről az első atomreaktor indulásának 50. évfordulóján; OOK-Press, Veszprém, 1992
- Atommagközelben; Mozaik Oktatási Stúdió, Szeged, 1996
- Szilárd Leó; Akadémiai, Bp., 1997 (A múlt magyar tudósai)
- A marslakók érkezése. Magyar tudósok, akik Nyugaton alakították a 20. század történelmét; Akadémiai, Bp., 2000
- Wigner Jenő; Akadémiai, Bp., 2002 (A múlt magyar tudósai)
- Gyorsuló idő. Marx György válogatott írásai; szerk. Juhász Ferenc, Patkós András, Sükösd Csaba; Typotex, Bp., 2005 (Magyar tudósok)

## Díjak, kitüntetések
Munkásságát 1955-ben Kossuth-díjjal, 1963-ban Akadémiai Díjjal, 1993-ban pedig Szent-Györgyi Albert-díjjal ismerték el. Személyében először nyerte el 2001-ben külföldi tudós a Brit Fizikai Intézet (Institute of Physics) által adott Bragg-érmét és díjat. Nemzetközi Csillag Katalógus róla nevezte el a Virgo RA 12h 57m 43.76 s D 4o csillagot.

### További elismerések
- SZOT-díj (1970)
- Eötvös Loránd Fizikai Társulat Érme (1971)
- Apáczai Csere János-díj (1979)
- Magyar Nukleáris Társaság Szilárd Leó érme (1994)
- IUPAP Fizikatanítási Érme (1994)
- A Magyar Köztársasági Érdemrend középkeresztje (1997)
- MTA Arany János Közalapítvány nagydíja (1998)
- Szilárd Leó professzori ösztöndíj (1999)
- Budapest Pro Urbe Díja (2001)
- Az Év Ismeretterjesztő Tudósa díj (2002)
- Pro Renovanda Cultura Hungariae Nemes Nagy Ágnes Díja (2002)
- Hazám-díj (2002)

## Oktatási és ismeretterjesztő tevékenysége
1957-ben adták ki Kvantummechanika című egyetemi tankönyvét, amit azóta is a valaha írt egyik legjobbnak tartanak. 1972–1982 között nagy szerepe volt a természettudománnyal foglalkozó iskolai tantárgyak modernizálásában, segített meghonosítani a modern nyugati módszereket a magyar közoktatásban. 1978-ban megjelent Életrevaló atomok című könyve. 1994-ben angol nyelven jelent meg A marslakók érkezése (The Voice of the Martians) című műve, amelyben a Magyarországról származó, később az USA-ban nagy eredményeket elért tudósok életét mutatta be. 1996-ban jelent meg Atommag-közelben
című kötete, melyben a kíváncsi gimnazistákhoz és tájékozódó tanárokhoz szól, a téma megértését kínálja a tájékoztatni kívánó újságíróknak, nukleáris technikát alkalmazó mérnököknek, orvosoknak, biológusnak, de nem érdektelen a 21. századba átlépő polgárok számára sem. Nem tételez föl több tudást, mint ami az érettségi fizika és matematika tananyaga.
Marx György indította útjára 1990-ben Egerben, a 33. Országos Középiskolai Fizikatanári Ankéton a Vándorplakettet. Ez a magyar fizikatanárok számára adományozható bronzplakett, amelyet 1989-ben kapott egy konferencián a michigani C. M. Clark professzortól a magyarországi fizikatanítás megújítása érdekében végzett tevékenységéért. Marx György azt mondta, hogy szerinte ez az elismerés a magyar fizikatanárokat illeti, ezért a plakettet továbbadta Boros Dezsőnek, a jászberényi Lehel Vezér Gimnázium tanárának. Így alakult ki az a hagyomány, hogy mindig az előző évi díjazott egymaga dönt a következő kitüntetett személyéről, és a díjat mindig a fizikatanári ankét nyitóünnepségén adja át a következő díjazottnak. A díjat átadó ismerteti a díj történetét, és felsorolja minden addigi díjazott nevét is.

## Közéleti tevékenysége
Rendszeresen megjelent a Paksi atomerőmű rendezvényein, előadásokat is tartott ott, az atomenergia szószólója volt és nemzetközileg elismert szakemberként is rendszeresen állást foglalt annak tiszta és biztonságos volta mellett.